# عيال حبيبة (فلم)
عيال حبيبة فيلم كوميدي مصري من إنتاج عام 2005، من إخراج مجدي الهواري وتاليف أحمد عبد الله وبطولة حمادة هلال وغادة عادل.

## قصة الفيلم
ثلاثة أصدقاء، عيد، ممس، بيجامة، يتم فصلهم من عملهم في إحدى دور السينما، يعانى عيد من تدليل أبيه الزائد له، ويتمنى أن يقع في تجربة حب، بسبب طريقة تربيته، يشاهد الصحفية نهى، حين يطاردها رجال إحدى العصابات وبعد أن تهرب منهم، يعثر عيد على الموبايل الخاص بها، يتصل بها كي يعيد إليها الموبايل، ويطلب أن يقابلها، يتواعدان لكن بسبب سرعة كل منهما، فإنها تصدمه، ويساق إلى المستشفى، أما هي فتعرض على النيابة، دون أن تعرف أنه عيد، يكشف الطبيب المعالج لعيد أن عليه أن يستعيد ذاكرته المفقودة في الحادث، وذلك بأن يتكرر ما حدث في يوم الحادث، يحاول الأب وصديقاه أن يفعلا ذلك مرارًا، لكنهم لا يعرفون من هي الفتاة المقصودة. تحاول نهى بعد الإفراج عنها أن تستمر في عمل التحقيقات الصحفية التي تكشف من خلالها فساد أحد رجال الأعمال، الذي يطاردها مع رجاله للحصول على رسوم هندسية مهمة، يستعيد عيد ذاكرته، بعد أن يلتقى بنهى، وينجح في مطاردة عصابة مروان الذي يتم القبض عليه، توافق نهى أن تقترن بحبيبها عيد، رغم كل الفوارق الاجتماعية.

## بطولة
- حمادة هلال
- غادة عادل
- حسن حسني
- محمد لطفي
- رامز جلال
- محمد نجاتي
- حجاج عبد العظيم
- سامي مغاوري
- يوسف عيد
- سعيد طرابيك
- غسان مطر
- سليمان عيد
- عبد الله مشرف
- أشرف زكي
- أحمد عقل
- رضا حامد
- حمدي السخاوي
- رضا إدريس

## هوامش
- كان الفيلم في الأصل من بطولة أحمد حلمي ولكنه أعتذر وأخذ البطوله حمادة هلال.
- كان إسم الفيلم الأصلي (عيد سعيد) ولكنه تغير وأصبح (عيال حبيبه).
- أول بطوله سينمائيه ل حمادة هلال.